# Formica pilicornis
Formica pilicornis é uma espécie de formiga do gênero Formica, pertencente à subfamília Formicinae.